# Tekiree Tamuera
Tekiree Tamuera (née le 16 février 1940 à Maiana) est une personnalité politique des Kiribati.
Il a été du 24 mai 1994 au 28 mai 1994 président par intérim des Kiribati en tant que président du Conseil d'État. Il a été président du Parlement des Kiribati de 1994 à 2002.